# 모리타 도지
모리타 도지(森田 童子, もりた どうじ, Doji Morita, 1953년 1월 15일 ~ 2018년 4월 24일)는 일본의 여성 싱어송라이터로 전공투세대를 대표하는 가수 중 한 명이다. 모리타 도지는 예명으로 본명은 알려지지 않았다.

## 소개
전공투 시대에 고등학생 신분으로 동경교육대학의 학생운동 세력과 교류를 시작했다. 고등학교 중퇴후 허송세월하며 시간을 보내다가 20세 무렵 친구의 죽음을 계기로 노래를 시작했다. 데뷔곡인 안녕 내 친구(さよならぼくのともだち)는 그 친구를 소재로 만든 곡이다. 75년에 앨범 굿바이(「グッドバイ」) 싱글 안녕 내 친구로 데뷔하고 이후 주로 라이브 클럽을 중심으로 활동했다. 83년까지 7장의 앨범과 4장의 싱글을 내고, 신주쿠 로프트 클럽(ロフト)에서 라이브 앨범(1983)을 낸 이후 은퇴선언과 함께 활동을 멈추었다. 앨범의 편곡과 연주는 어쿠스틱 기타의 명인 이시카와 타카히코(石川鷹彦)가 주로 맡아주었다. 소속 레이블은 해저극장(海底劇場).
공연은 물론 앨범 재킷까지 곱슬머리에 선글라스를 쓴 스타일로 일관되게 작업하여 맨얼굴을 보인적이 없다. 본명도 모르고 실생활에 대해 알려진게 거의 없는데다 작사한 가사 내용도 체험보다는 소망을 담은게 많아, 과묵하고 독특한 세계관을 담은 앨범으로 자신을 표현하는 편이다.

## 드라마 고교교사(『高校教師』) 이후
카리스마적인 인기를 얻던 모리타 도지였지만 전국적인 인기는 아니었다. 본인이 메이저가 되길 바라지 않았고 작품이 매체에 소개된 일도 드물었다. 93년에 고교교사라는 작품의 주제가로 우리들의 실패(ぼくたちの失敗)가 사용되어 화제가 되었다. 각본가인 노지마 신지(野島伸司)가 고등학교때 친구 손에 끌려 갔던 라이브 클럽에서 모리타 도지를 보고 강한 인상을 받았다고 한다. 극장판 고교교사에서도 예를 들어 우리가 죽어버린다면(たとえばぼくが死んだら)을 주제가로 사용했다.
이후 베스트 앨범이 나오고 초기 앨범들이 CD로 발매되면서 새로운 팬들이 형성되었다. 그러나 모리타 도지 본인은 이런 반응에 대해 현재 주부생활에 전념하고 있으며 음악활동은 생각이 없다고 발언하고 이후 완전히 침묵했다. 03년에 고교교사가 새로 방송되면서 다시 우리들의 실패가 주제곡으로 쓰였다. 베스트 앨범이 다시 발매되고 치치요 하하요(「チィチィよ  ハァハァよ」/ 나홀로 여행(「ひとり遊び」)의 가사를 일부 바꾼 버전을 새로 녹음하여 포함시켰다. 그리고 음악활동을 다시 중지했다. 2010년에는 지인의 죽음으로 정신적인 충격을 받고 또 지병이 있어 활동이 곤란한 상황임을 밝힌 바 있다. 꾸준히 후배 뮤지션들이 모리타 도지의 곡을 커버하여 존경을 표하고 있다.

## 작품목록
- 1975年, 1st, good-byeグッド・バイ
- 1976年, 2nd, マザー・スカイ=きみは悲しみの青い空をひとりで飛べるか=
- 1977年, 3rd, a boyア・ボーイ
- 1978年, 4th (Live), 東京カテドラル聖マリア大聖堂録音盤
- 1980年, 5th, ラスト・ワルツ
- 1981年, Best, 友への手紙 森田童子自選集
- 1982年, 6th, 夜想曲（やそうきょく）
- 1983年, 7th, 狼少年 wolf boy